# 100 SMSjes
100 SMSjes is een lied van de Nederlandse zangeres Sigourney K in samenwerking met rapper Ronnie Flex. Het werd in 2022 als single uitgebracht en stond in 2023 als vijfde track op het album Echte meisjes huilen niet van Sigourney K.

## Achtergrond
100 SMSjes is geschreven door Carlos Vrolijk, Sigourney Korper, Brahim Fouradi, Jonathan Maridjan, Ronell Plasschaert, Vic Krishna, Christoph Brüx, Stephan Browarczyk, Toni Cottura, Craig Scott Smart en Shahin Moshirian en geproduceerd door Project Money. Het is een nummer uit het genre nederhop. Het lied is een bewerking van het nummer Summer jam 2003 van The Underdog Project en The Sunclub uit 2003. Het lied gaat over een ex van de liedverteller die pas merkt nadat hij haar heeft verlaten hoe leuk zij is en vraagt of hij terug bij haar mag komen. De liedverteller ziet dit niet meer zitten. Het lied werd bij radiozender NPO FunX uitgeroepen tot DiXte, een titel voor een lied welke in de week dat een nummer deze titel krijgt vaker op de radio wordt gedraaid. De single heeft in Nederland de gouden status. Het is de eerste keer dan Sigourney K en Ronnie Flex met elkaar samenwerken. 

## Hitnoteringen
De artiesten hadden succes met het lied in de Nederlandse hitlijsten. In de Single Top 100 piekte het op de dertiende plaats en stond het zestien weken in de lijst. Het kwam tot de 24e plek van de Top 40 en was vijf weken in deze hitlijst te vinden. 